# رینگ (فیلم ۱۹۲۷)
رینگ (انگلیسی: The Ring) فیلمی صامت در ژانر رمانتیک به کارگردانی آلفرد هیچکاک است که در سال ۱۹۲۷ ساخته شد. از بازیگران آن می‌توان به ایان هانتر و چارلز فارل اشاره کرد.

## داستان
«جک ساندرز» و «باب کوربی» دو بوکسوری هستند که با عشق «نلی» زندگی می‌کنند. «جک» و «نلی» با هم ازدواج کرده‌اند اما زندگی مشترکشان به مشکل برخورده و «نلی» برای آرامش به سراغ «باب» می‌رود.